# Pavare apeirogonală de ordinul 2
În geometrie o pavare apeirogonală de ordinul 2, un diedru apeirogonal sau diedru infinit este o teselare a planului constând din două apeirogoane și având simbolul Schläfli {∞, 2}. Poate fi considerată o pavare regulată improprie a planului euclidian. Două apeirogoane, unite de-a lungul tuturor laturilor lor, pot umple complet întregul plan, deoarece un apeirogon are o dimensiune infinită și are un unghi interior de 180°, care este jumătate din spațiul complet de 360°.

## Pavări și poliedre înrudite

Hosoedru apeirogonal

Dualul său este hosoedrul apeirogonal.
Pavarea apeirogonală este limita aritmetică a familiei de diedre {p, 2}, deoarece p tinde la infinit, transformând astfel diedrul într-o pavare euclidiană. 
Similar cu poliedrele uniforme și pavările uniforme, opt pavări uniforme pot fi făcute cu pavări apeirogonale regulate. Formele rectificate și cantelate sunt duplicate și, deoarece de două ori infinit este tot infinit, trunchierea și formele omnitrunchiate sunt, de asemenea, duplicate, reducând astfel numărul de forme unice la patru: pavare apeirogonală, hosoedrul apeirogonal, prisma apeirogonală și antiprisma apeirogonală.
| (∞ 2 2)                 | Părinte              | Trunchiat            | Rectificat           | Bitrunchiat           | Birectificat (dual)    | Cantelat              | Omnitrunchiat (cantitrunchiat) | Snub                      |
| ----------------------- | -------------------- | -------------------- | -------------------- | --------------------- | ---------------------- | --------------------- | ------------------------------ | ------------------------- |
| Simbol Wythoff          | 2 \| ∞ 2             | 2 2 \| ∞             | 2 \| ∞ 2             | 2 ∞ \| 2              | ∞ \| 2 2               | ∞ 2 \| 2              | ∞ 2 2 \|                       | \| ∞ 2 2                  |
| Simbol Schläfli         | {∞,2}                | t{∞,2}               | r{∞,2}               | t{2,∞}                | {2,∞}                  | rr{∞,2}               | tr{∞,2}                        | sr{∞,2}                   |
| Diagramă Coxeter–Dynkin |                      |                      |                      |                       |                        |                       |                                |                           |
| Configurația vârfului   | ∞.∞                  | ∞.∞                  | ∞.∞                  | 4.4.∞                 | 2∞                     | 4.4.∞                 | 4.4.∞                          | 3.3.3.∞                   |
| Imagine pavare          |                      |                      |                      |                       |                        |                       |                                |                           |
| Numele pavării          | „Diedru” apeirogonal | „Diedru” apeirogonal | „Diedru” apeirogonal | „Prismă” apeirogonală | „Hosoedru” apeirogonal | „Prismă” apeirogonală | „Prismă” apeirogonală          | „Antiprismă” apeirogonală |